# Styringomyia siberiensis
Styringomyia siberiensis är en tvåvingeart som beskrevs av Alexander 1935. Styringomyia siberiensis ingår i släktet Styringomyia och familjen småharkrankar. Inga underarter finns listade i Catalogue of Life.